# Rocket science (economia)
Rocket science no mercado financeiro é uma atividade profissional praticada por técnicos qualificados em auxiliar executivos na tomada de decisões econômicas, usando modelos matemáticos simulados em ambiente de TI.
A expressão não costuma ser traduzida. Embora rocket science e rocket scientist signifiquem literalmente ciência espacial (ou ciência de foguetes) e cientista espacial, tais expressões são universais e, à guisa de estrangeirismo, em diversas línguas, costumam significar o mesmo, no contexto da economia e das finanças. Não há, via de regra, outra designação que seja naturalmente usada para esta atividade, como podemos investigar em fontes de língua portuguesa e francesa.
Por exemplo, uma empresa que deve investir seu dinheiro em fundos está fadada a ter um resultado que depende de um misto de decisões científicas e do acaso. Questões diversas em como dividir os recursos financeiros entre os fundos levam a diversas distribuições de probabilidades de ganhos. Aconselhar o investidor sobre as consequências de cada possível decisão no contexto risco-retorno é uma das típicas funções de um rocket scientist.

## Atividades principais
Apesar de os rocket scientists serem encontrados principalmente em bancos e financeiras, há um fluxo emergente desses profissionais em firmas de outras áreas-fim. As razões para este fenômeno são várias e estão relacionadas com as atividades-fim em si próprias, bem como na área especificamente financeira. Um exemplo do primeiro caso é o de uma seguradora que precisa calcular a probabilidade de acidentes de seus segurados e a consequente curva de probabilidades de despesas. Já o uso na área-meio tem como exemplo a decisão de cada empresa de como investir seu dinheiro, como ocorre também com as pessoas físicas.

## Objetivos
O objetivo de um rocket scientist é sorver a administração de uma empresa com o cenário mais preciso possível de distribuições de probabilidades resultantes de tomadas de decisões como investimentos, comércio e tomada de empréstimos. Não apenas como investir dinheiro é problema para os profissionais, mas também precificar ativos, criar produtos e gerenciar dívidas.

## Requisitos
Os requisitos de formação e experiência para um rocket scientist financeiro são vários: é necessário ter conhecimento consistente em microeconomia, macroeconomia, matemática pura,estatística, tecnologia da informação e prática do mercado financeiro.
O conhecimento microeconômico é necessário tendo em vista que a empresa é regulada pelas leis deste ramo da economia. Já a macroeconomia é necessária para avaliar a resposta dessas células ao cenário externo. Matemática pura e estatística estão presentes para se lidar coma solução dos problemas trazidos à tona pelas questões submetidas aos técnicos. Finalmente, a prática do mercado leva a se saber quais os conjuntos de possibilidades condideradas nos modelos como candidatas a decisões; e a TI coloca estes problemas no computador.
Alguns dos conceitos e ferramentas usadas com frequência nesta área são o Pareto ótimo,  o Value at Risk e a Simulação de Montecarlo.

## Atividades correlatas
É necessário destacar que há um conjunto de atividades profissionais correlatas mas não identificadas com esta, porém mais especificamente ligadas por pontos comuns e relações de meios e objetivos. Entretanto, é importante notar que uma segunda e menor quantidade de fontes identifica-as como matéria única:
- Engenharia financeira
- Análise de risco

## Nota
- Este artigo foi inicialmente traduzido, total ou parcialmente, do artigo da Wikipédia em inglês cujo título é «Rocket science in finance», especificamente desta versão.